# تینا هولمز
تینا هولمز (انگلیسی: Tina Holmes؛ زادهٔ ۱۳ ژوئیهٔ ۱۹۷۳) هنرپیشه و بازیگر سینما، اهل ایالات متحده آمریکا است.
از فیلم‌ها یا مجموعه‌های تلویزیونی که وی در آن‌ها نقش داشته‌است، می‌توان به کین اشاره نمود.